# Jean-Jules Verdenal
Jean-Jules Verdenal, appelé le plus fréquemment Jean Verdenal, est un médecin français, né le 11 mai 1890 à Pau (Pyrénées-Atlantiques) et décédé le 2 mai 1915 dans les combats de la Première Guerre mondiale au détroit des Dardanelles.

## Biographie
Jean Verdenal était le fils d'un médecin palois. Doué pour les langues étrangères, sportif, le jeune homme qui faisait ses études médicales à Paris, s'intéressait aussi à la poésie et à la littérature (Mallarmé, Laforgue...).  À la pension de Mme Casaubon, 151 bis, rue Saint-Jacques, il rencontra en 1910 le poète américain T. S. Eliot. L'intérêt qu'il portait à la littérature l'amena à s'inscrire aussi, comme Eliot, à la Sorbonne, en 1910. Après le départ d'Eliot pour les États-Unis, ils  échangèrent de nombreuses lettres ; mais ils ne se revirent plus, ne s'étant fréquenté en fait que durant l'année universitaire 1910-1911. Son nom est plus connu aux États-Unis qu'en France.  (Source:  Valerie Eliot, The Letters of T.S. Eliot Volume I  1898-1922, quoted in Anthony Hands, Sources for the Poetry of T. S. Eliot. Oxford: Hadrian Books. 1993 p. 1.)
Il écrivit lui-même des textes et des poésies qui sont demeurés introuvables, mis à part quelques-unes de ses lettres adressées à T. S. Eliot.
En 1917, Eliot dédia à Jean Verdenal son premier volume de poésies, Prufrock and Other Observations. Il y ajouta une épigraphe de Dante lors de la réédition du livre en 1925.
For Jean Verdenal, 1889-1915, mort aux Dardanelles
Or puoi la quantitate 
Comprender dell' amor ch'a te mi scalda,
Quando dismento nostra vanitate,
Trattando l'ombre come cosa salda.
(Maintenant tu peux comprendre la quantité d'amour que je te porte et qui me réchauffe, à tel point que j'en oublie notre propre vanité et que je considère les ombres comme des choses réelles)
Eliot écrivit aussi en avril 1934 : « I am willing to admit that my own retrospect is touched by a sentimental sunset, the memory of a friend coming across the Luxembourg Gardens in the late afternoon, waving a branch of lilac, a friend who was later (as far as I could find out) to be mixed with the mud of Gallipoli. » (Hands, Sources 1 )